# Pearl Street (Manhattan)
Pour les articles homonymes, voir Pearl Street.
Pearl Street est une rue de New York.

## Situation et accès
Située à proximité du pont de Brooklyn elle fait partie de l'arrondissement de Manhattan.

## Origine du nom
Son nom a pour origine le nom hollandais de « Parelstraat » à l'époque de La Nouvelle-Amsterdam, nommée ainsi à cause des nombreuses huitres trouvées dans la rivière à l'époque.

## Historique
L'origine de « Pearl Street » remonte au début des années 1600. D'abord « chemin des vaches », il a été aménagé en 1633. Il se trouvait le long d'une zone de plage connue sous le nom de Strand. Son nom est une traduction anglaise de la néerlandaise Parelstraat (écrite sous le nom de Paerlstraet vers 1660). La rue est visible sur le plan Castello (en) le long de la rive orientale de la Nouvelle-Amsterdam, ainsi que le Schreyers Hook Dock comme premier quai de la ville en 1648.

## Bâtiments remarquables et lieux de mémoire
La première centrale électrique créée par Thomas Edison en 1882, appelée Pearl Street Station, était située dans cette rue au numéro 255. Elle a été détruite par un incendie en 1890.
Au no 54 se trouve la maison d'Étienne de Lancy, figure de New York au début du XVIIIe siècle.